# غاريث بن
غاريث بن (بالإنجليزية: Gareth Penn)‏ هو محقق وكاتب أمريكي، ولد في 1941 في كارميل-بي-ثي-سي في الولايات المتحدة.